# Platynus opaculus
Platynus opaculus är en skalbaggsart som beskrevs av Leconte 1863. Platynus opaculus ingår i släktet Platynus och familjen jordlöpare. Inga underarter finns listade i Catalogue of Life.